# Antalyaspor
Antalyaspor este un club de fotbal din Antalya, Turcia.Echipa susține meciurile de acasă pe Antalya Atatürk Stadyumu cu o capacitate de 12.000 de locuri.

## Premii
- Cupa Turciei
  - Locul doi (1): 2000
- Liga Secundă
  - Câștigător (2): 1982, 1986